# Jean-Paul Vesco
Jean-Paul Vesco (Lione, 10 marzo 1962) è un cardinale e arcivescovo cattolico francese naturalizzato algerino, dal 27 dicembre 2021 arcivescovo metropolita di Algeri.

## Biografia
Nato a Lione il 10 marzo 1962, svolge la professione di avvocato a Parigi. Entra nell'Ordine dei frati predicatori (domenicani) facendo la solenne professione di fede il 14 settembre 1996 ed è ordinato sacerdote il 24 giugno 2001.
Dopo gli studi all'École biblique di Gerusalemme, si trasferisce in Algeria, a Tlemcen, nella diocesi di Orano, dove cerca di rifondare la presenza domenicana sei anni dopo l'assassinio di monsignor Pierre Claverie.
Nel 2005 è nominato vicario generale della diocesi e nel 2007 anche economo.
Nel dicembre 2010 è eletto priore provinciale dei domenicani francesi e deve lasciare l'Algeria per tornare a Parigi.

### Ministero episcopale e cardinalato
Il 1º dicembre 2012 papa Benedetto XVI lo nomina vescovo di Orano; succede a Alphonse Georger, ritiratosi per raggiunti limiti d'età. Viene consacrato il 23 gennaio 2013 dal cardinale Philippe Xavier Ignace Barbarin.
Il 27 dicembre 2021 papa Francesco lo nomina arcivescovo metropolita di Algeri; succede a Paul Desfarges, ritiratosi per raggiunti limiti d'età. Prende possesso dell'arcidiocesi l'11 febbraio 2022.
Il 6 ottobre 2024 il papa ne annuncia la creazione a cardinale nel concistoro del 7 dicembre del medesimo anno.
Dal febbraio 2025 è vicepresidente della Conferenza episcopale regionale del Nordafrica.
Il 7 e 8 maggio 2025 ha partecipato come cardinale elettore al conclave che ha portato all'elezione di papa Leone XIV. Il 18 maggio prende possesso del titolo di Sacro Cuore di Gesù agonizzante a Vitinia.

## Posizioni
È favorevole al diaconato femminile.

## Genealogia episcopale e successione apostolica
La genealogia episcopale è:
- Cardinale Scipione Rebiba
- Cardinale Giulio Antonio Santori
- Cardinale Girolamo Bernerio, O.P.
- Arcivescovo Galeazzo Sanvitale
- Cardinale Ludovico Ludovisi
- Cardinale Luigi Caetani
- Cardinale Ulderico Carpegna
- Cardinale Paluzzo Paluzzi Altieri degli Albertoni
- Papa Benedetto XIII
- Papa Benedetto XIV
- Papa Clemente XIII
- Cardinale Giovanni Carlo Boschi
- Cardinale Bartolomeo Pacca
- Papa Gregorio XVI
- Cardinale Castruccio Castracane degli Antelminelli
- Cardinale Paul Cullen
- Arcivescovo Joseph Dixon
- Arcivescovo Daniel McGettigan
- Cardinale Michael Logue
- Cardinale Patrick Joseph O'Donnell
- Vescovo John Gerald Neville, C.S.Sp.
- Vescovo Auguste Julien Pierre Fortineau, C.S.Sp.
- Arcivescovo Xavier Ferdinand J. Thoyer, S.I.
- Arcivescovo Gilbert Ramanantoanina, S.I.
- Cardinale Victor Razafimahatratra, S.I.
- Arcivescovo Philibert Randriambololona, S.I.
- Cardinale Philippe Xavier Ignace Barbarin
- Cardinale Jean-Paul Vesco, O.P.

La successione apostolica è:
- Vescovo Davide Carraro, P.I.M.E. (2024)